# Sunshine Alley
Sunshine Alley is een Amerikaanse stomme film uit 1917, geregisseerd door John W. Noble, met in de hoofdrol Mae Marsh. De film is wellicht zoekgeraakt.

## Verhaal
Nell woont in het armste deel van de stad en brengt haar dagen door in de vogelwinkel van haar grootvader. Op een dag wordt haar grootvader overreden door een auto bestuurd door meneer Morris, een miljonair. Om een schadeclaim te vermijden stelt hij voor om een goudvink te kopen voor een hoge prijs, maar Nells grootvader weigert omdat de vogel het huisdier is van zijn kleindochter. Ned, de zoon van Morris, is onder de indruk van Nells charme en vertelt haar dat ze hem mag bellen als ze ooit hulp nodig heeft.
Het wordt al snel duidelijk dat haar grootvader dure medische zorg nodig heeft, dus Nell belt Ned en biedt aan om de goudvink te verkopen. Wanneer de vogel later ziek wordt en Nell hem komt verzorgen, worden Nell en Ned verliefd. Nells geluk is echter van korte duur wanneer haar broer Carlo probeert om het huis van Morris te beroven.
Uiteindelijk krijgt de grootvader de zorg die hij nodig heeft en slagen Nell en Ned erin om Carlo weer op het rechte pad te brengen.

## Rolverdeling
| Acteur              | Personage         | Opmerkingen       |
| ------------------- | ----------------- | ----------------- |
| Mae Marsh           | Nell              |                   |
| Robert Harron       | Ned               |                   |
| Dion Titheradge     | Carlo             |                   |
| James A. Furey      | Harbost           | als J.A. Furey    |
| Edward See          | Cobbler           | als Ed See        |
| John Charles        | Ben Davis         |                   |
| William T. Carleton | Mr. Morris        | als W.T. Carleton |
| Isabel Berwin       | Isabel Berwin     |                   |
| Jack Grey           | Detectivele Polly |                   |